# Bundestagswahlkreis Aalen
Der Bundestagswahlkreis Aalen war von 1949 bis 1965 ein Wahlkreis in Baden-Württemberg. Er umfasste die Landkreise Aalen und Schwäbisch Gmünd. Nach der Auflösung des Wahlkreises wurde sein Gebiet zur Bundestagswahl 1965 auf die neuen Wahlkreise Aalen – Heidenheim und Schwäbisch Gmünd – Backnang aufgeteilt. Das Direktmandat wurde stets von Rudolf Vogel (CDU) gewonnen.

## Wahlkreissieger
| Wahl | Name         | Partei | Erststimmen in % |
| ---- | ------------ | ------ | ---------------- |
| 1961 | Rudolf Vogel | CDU    | 54,3             |
| 1957 | Rudolf Vogel | CDU    | 62,0             |
| 1953 | Rudolf Vogel | CDU    | 59,8             |
| 1949 | Rudolf Vogel | CDU    | 52,9             |

## Wahlkreisgeschichte
| Wahl      | Wahlkreisname | Gebiet                                      |
| --------- | ------------- | ------------------------------------------- |
| 1949      | 9 Aalen       | Landkreis Aalen, Landkreis Schwäbisch Gmünd |
| 1953–1961 | 171 Aalen     | Landkreis Aalen, Landkreis Schwäbisch Gmünd |